# Yoncalıbayır, Kovancılar
Yoncalıbayır là một xã thuộc huyện Kovancılar, tỉnh Elâzığ, Thổ Nhĩ Kỳ. Dân số thời điểm năm 2011 là 151 người.